# Liste der Bodendenkmäler in Amerang
Auf dieser Seite sind die Bodendenkmäler in der oberbayerischen Gemeinde Amerang zusammengestellt. Diese Tabelle ist eine Teilliste der Liste der Bodendenkmäler in Bayern. Grundlage ist die Bayerische Denkmalliste, die auf Basis des Bayerischen Denkmalschutzgesetzes vom 1. Oktober 1973 erstmals erstellt wurde und seither durch das Bayerische Landesamt für Denkmalpflege geführt wird. Die folgenden Angaben ersetzen nicht die rechtsverbindliche Auskunft der Denkmalschutzbehörde.

## Bodendenkmäler der Gemeinde

### Bodendenkmäler in der Gemarkung Amerang
| Lage                                     | Objekt | Akten-Nr.     | Bild |
| ---------------------------------------- | --- | ------------- | ---- |
| Amerang Wasserburger Straße 8 (Standort) | Pfarrkirche St. Rupert Untertägige mittelalterliche und frühneuzeitliche Befunde im Bereich der Katholischen Pfarrkirche St. Rupert in Amerang und ihrer Vorgängerbauten. | D-1-8039-0055 |      |
| Amerang (Standort)                       | Schloss Amerang Untertägige mittelalterliche und frühneuzeitliche Befunde im Bereich von Schloss Amerang und seiner Vorgängerbauten mit zugehörigem Wirtschaftshof.       | D-1-8039-0056 |      |
| Amerang (Standort)                       | Untertägige mittelalterliche und frühneuzeitliche Befunde und Funde im Bereich der Katholischen Filialkirche St. Peter in Meilham.                                        | D-1-8039-0059 |      |

### Bodendenkmäler in der Gemarkung Evenhausen
| Lage                                                       | Objekt | Akten-Nr.     | Bild           |
| ---------------------------------------------------------- | --- | ------------- | -------------- |
| Evenhausen (Standort)                                      | Opferplatz oder Siedlung der Urnenfelderzeit sowie Siedlung der Bronzezeit und der römischen Kaiserzeit.                                                               | D-1-7939-0069 |                |
| Evenhausen (Standort)                                      | Siedlung vorgeschichtlicher Zeitstellung. | D-1-7939-0092 |                |
| Evenhausen (Standort)                                      | Untertägige mittelalterliche und frühneuzeitliche Befunde und Funde im Bereich des abgegangenen Hofmarkschlosses von Stephanskirchen und seiner Vorgängerbauten.       | D-1-7939-0093 |                |
| Evenhausen Chiemgaustraße 27; Chiemgaustraße 25 (Standort) | Untertägige mittelalterliche und frühneuzeitliche Befunde und Funde im Bereich der Katholischen Pfarrkirche St. Peter und Paul in Evenhausen mit zugehörigem Friedhof. | D-1-7939-0099 | weitere Bilder |
| Evenhausen Oberndorffer Straße 6 (Standort)                | Untertägige mittelalterliche und frühneuzeitliche Befunde und Funde im Bereich der Katholischen Filialkirche St. Stephan in Stephanskirchen mit zugehörigem Friedhof.  | D-1-7939-0106 |                |

### Bodendenkmäler in der Gemarkung Kirchensur
| Lage                  | Objekt | Akten-Nr.     | Bild |
| --------------------- | --- | ------------- | ---- |
| Kirchensur (Standort) | Untertägige mittelalterliche und frühneuzeitliche Befunde und Funde im Bereich der Katholischen Filialkirche St. Bartholomäus in Kirchensur mit zugehörigem Friedhof. | D-1-7940-0034 |      |

### Bodendenkmäler in der Gemarkung Unterratting
| Lage                    | Objekt                                                                        | Akten-Nr.     | Bild |
| ----------------------- | ----------------------------------------------------------------------------- | ------------- | ---- |
| Unterratting (Standort) | Verebnete Grabhügel oder Siedlung vor- oder frühgeschichtlicher Zeitstellung. | D-1-7939-0070 |      |
| Unterratting (Standort) | Brandgräber oder Siedlung der römischen Kaiserzeit.                           | D-1-7939-0081 |      |